# Berkeley Systems
Berkeley Systems was een softwarebedrijf uit San Francisco Bay Area en meer bepaald Berkely. Het bedrijf werd in 1987 opgericht door Wes Boyd en Joan Blades. Het bedrijf werkte oorspronkelijk als contractor voor het Amerikaanse National Institutes of Health. Een van hun eerste producten was een toepassing voor Macintosh zodat slechtzienden of zelfs blinden de computer konden gebruiken. Deze programma's werden vervolgens gelicentieerd aan Apple om toe te voegen aan hun besturingssysteem. Berkely Systems ontwikkelde ook outSPOKEN een programma dat kon voorlezen wat er op het scherm stond. Dit softwarepakket won in 1990 de technologieprijs van het Smithsonian.
Berkely Systems ontwikkelde ook Stepping Out, een virtuele desktop voor Macintosh. Een traditionele Macintosh monitor was redelijk klein en het besturingssysteem toonde slechts 1 desktop, Stepping Out gaf de mogelijkheid te wisselen tussen meerdere desktops.
Een van de meest bekende softwarepakketten is wellicht de schermbeveiliger After Dark uit 1989 waar de gebruiker uit diverse screensavers kon kiezen. Dit pakket bevatte onder andere een schermbeveiliger met broodroosters die vleugels hadden en zodoende konden vliegen. Dit was bijna aanleiding voor twee rechtszaken: Delrina bracht later ook een dergelijk pakket uit waar dezelfde broodroosters werden neergeschoten. Berkely Systems dreigde met een rechtszaak omdat zij het handelsmerk hadden op de afbeelding. Derlina paste hun software aan en verving de vleugels door propellers. Later claimde Jefferson Airplane dat zij eigenaar waren van de broodroosters omdat zij reeds in 1972 op de cover van hun album Thirty Seconds Over Winterland broodroosters met vleugels hadden gezet. De zaak werd geklasseerd aangezien de broodroosters visueel sterk afwijken (deze op de cover hadden trouwens ook een klok) en omdat dat de muziekgroep geen trademark had op de afbeelding.
Berkeley Systems best verkochte product is de spelserie You Don't Know Jack. Hiervan was Berkely Systems enkel de uitgever, want het spel zelf werd ontwikkeld door Jellyvision
In 1997 werd het bedrijf opgekocht door Sierra On-Line.